# Mario Gaspar
Mario Gaspar Pérez Martínez (Novelda, 24 november 1990) is een Spaans voetballer die doorgaans als rechtsback speelt. Hij stroomde in 2010 door vanuit de jeugd van Villarreal CF. Gaspar debuteerde in 2015 in het Spaans voetbalelftal.

## Clubcarrière
Gaspar debuteerde op 15 maart 2009 op achttienjarige leeftijd voor Villarreal CF in de Primera División, tegen Atlético Madrid. Hij viel in voor de geblesseerde Giuseppe Rossi. Op 15 januari 2011 mocht de rechtsachter voor het eerst in de basiself starten, tegen CA Osasuna. Hij speelde meteen de volledige wedstrijd. Op 14 september 2011 debuteerde Gaspar in de groepsfase van de UEFA Champions League tegen Bayern München. Op 1 mei 2012 maakte Gaspar zijn eerste competitietreffer tegen Sporting Gijón. In 2012 degradeerde hij met Villarreal CF naar de Segunda División, om na één seizoen terug naar de Primera División te promoveren. Op 21 augustus 2015 maakte Gaspar zijn eerste Europese doelpunt tegen FK Astana.

## Clubstatistieken
| Seizoen | Club          | Competitie       | Wedstrijden | Doelpunten |
| ------- | ------------- | ---------------- | ----------- | ---------- |
| 2008/09 | Villarreal CF | Primera División | 1           | 0          |
| 2009/10 | Villarreal CF | Primera División | 0           | 0          |
| 2010/11 | Villarreal CF | Primera División | 22          | 0          |
| 2011/12 | Villarreal CF | Primera División | 23          | 1          |
| 2012/13 | Villarreal CF | Segunda División | 28          | 0          |
| 2013/14 | Villarreal CF | Primera División | 36          | 1          |
| 2014/15 | Villarreal CF | Primera División | 34          | 3          |
| 2015/16 | Villarreal CF | Primera División | 33          | 2          |
| 2016/17 | Villarreal CF | Primera División | 36          | 0          |
| 2017/18 | Villarreal CF | Primera División | 32          | 2          |
| 2018/19 | Villarreal CF | Primera División | 31          | 1          |
| 2019/20 | Villarreal CF | Primera División | 14          | 0          |

Laatst bijgewerkt op 7 februari 2020

## Interlandcarrière
Gaspar behaalde dertien caps voor Spanje –19. Hij kwam begin 2011 tweemaal in actie voor Spanje -21. Op 12 oktober 2015 debuteerde hij in de EK-kwalificatiewedstrijd tegen Oekraïne. Na 21 minuten maakte hij op aangeven van Thiago Alcántara het enige doelpunt van de wedstrijd. Op 13 november 2015 speelde Gaspar zijn tweede interland voor Spanje. In de vriendschappelijke wedstrijd tegen Engeland mocht hij opnieuw in de basiself starten. Na 72 minuten zette hij Spanje op voorsprong met een omhaal.

## Erelijst
| UEFA Europa League | 1x | 2020/21 |